# Liste der Monuments historiques in Le Bellay-en-Vexin
Die Liste der Monuments historiques in Le Bellay-en-Vexin führt die Monuments historiques in der französischen Gemeinde Le Bellay-en-Vexin auf.

## Liste der Bauwerke
| Bezeichnung                | Beschreibung | Standort          | Kennzeichnung | Schutzstatus | Datum | Bild           |
| -------------------------- | ------------ | ----------------- | ------------- | ------------ | ----- | -------------- |
| Kirche Ste-Marie-Madeleine |              | Le Village (Lage) | PA00080001    | Classé       | 1965  | weitere Bilder |
| Hôtel-Dieu                 | Rathaus      | (Lage)            | PA00080002    | Classé       | 1913  | weitere Bilder |

## Liste der Objekte

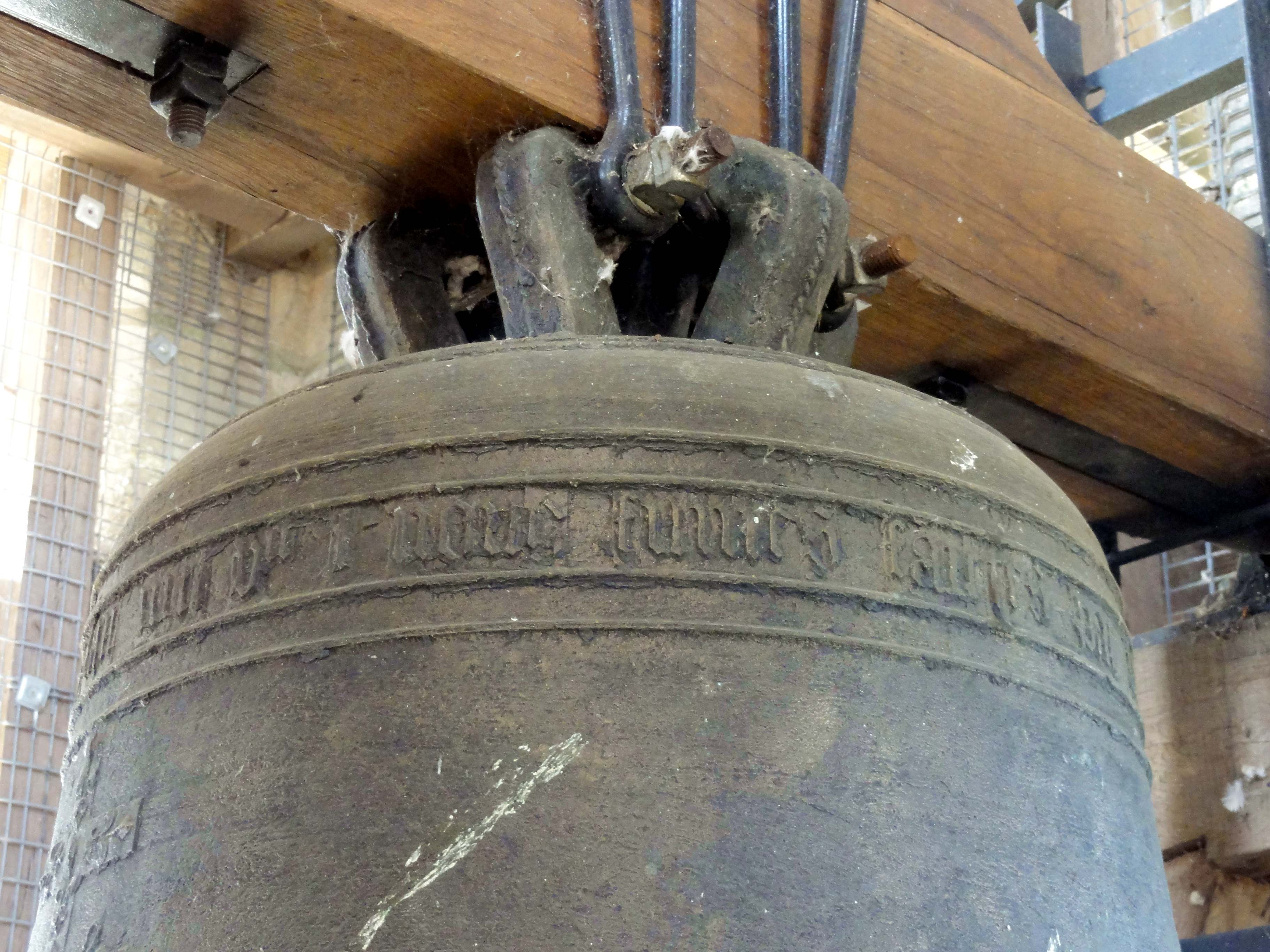
Glocke Madeleine (gegossen 1535) in der Kirche Ste-Marie-Madeleine

- Monuments historiques (Objekte) in Le Bellay-en-Vexin in der Base Palissy des französischen Kultusministeriums